# Mappy-Land
Mappy-Land (マッピーランド Mappī Rando?) es un videojuego de plataformas para Nintendo Entertainment System. Es una secuela solo para videoconsola del arcade de 1983 de Namco/Midway llamado Mappy. El juego fue desarrollado por TOSE y publicado por Namco en Japón y Taxan en Norteamérica, y fue lanzado por la Consola Virtual de Wii U en febrero de 2015 en Europa y Estados Unidos, y en 13 de mayo de 2015 en Japón. Cada una de las fases se divide en 8 secciones, que dan lugar a ocho ambientaciones temáticas distintas según la sección en la que se esté.

## Curiosidades
- Mappy y el Meowki de Mappy Land hace un cameo en el 12 del manga Warera Hobby's Famicom Seminar.

- Datos: Q6754192